# Nikolovo (distrikt i Bulgarien, Ruse)
Nikolovo (bulgariska: Николово) är ett distrikt i Bulgarien.   Det ligger i kommunen Obsjtina Ruse och regionen Ruse, i den nordöstra delen av landet, 260 km nordost om huvudstaden Sofia.
Trakten runt Nikolovo består till största delen av jordbruksmark. Runt Nikolovo är det ganska glesbefolkat, med 39 invånare per kvadratkilometer.